# ريدي تلابي
ريدي تلابي (1978-) هي صحفية ومنتجة ومؤلفة ومقدمة برامج إذاعية سابقة من جنوب إفريقيا. قدمت برنامج على راديو 702 لأكثر من عقد من الزمن. تمتد مسيرتها الإذاعية إلى السنوات التي قضتها في Kaya FM، حيث كانت مذيعة أخبار لقناة SABC ولاحقًا امتلكت شركة EMedia Holdings قناة ENews Channel Africa، ENCA. حصلت التلابي على درجة الشرف في الإقتصاد السياسي والأدب الإنجليزي. 

## الجدل
في عام 2013 فازت تلابي بجائزة آلان باتون عن كتابها النهايات والبدايات. ويصف الكتاب علاقة تلابي برجل عصابات سيئ السمعة أثناء نشأتها بعد وفاة والدها. وتزعم تلابي أنها غيرت أسماء الشخصيات، لكن والدة أحد رجال العصابات الذي يحمل نفس الإسم تدعي أن الأسماء دقيقة لكنها تدحض بعض الحقائق الواردة في الكتاب.
تزوجت تلابي من بريان تلابي، وهو طبيب في عام 2010، وأم لابنتين خومو ونيو، وزوجة أب الممثل الكوميدي ليسيغو تلابي.

## إنجازاتها
- Endings & Beginnings: A Story of Healing. Jacana Media. 2013.
- Khwezi: The remarkable story of Fezekile Ntsukela Kuzwayo. Jonathan Ball Publishers. 2017
- 2013 Alan Paton Award عن كتاب Endings and Beginnings.